# Canthon helleri
Canthon helleri là một loài bọ cánh cứng trong họ Bọ hung (Scarabaeidae).